# Formerly the Warlocks
Albums de Grateful Dead
Road Trips Volume 3 Number 4
(2010) Road Trips Volume 4 Number 1
(2010)
Formerly The Warlocks est un coffret du Grateful Dead sorti en 2010. Il retrace les deux concerts donnés au Hampton Coliseum de Hampton (Virginie) les 8 et 9 octobre 1989, chaque concert occupant trois des six CD du coffret.
Dans un souci de discrétion, le groupe ne s'y était pas produit sous son nom, mais sous celui de « Formerly the Warlocks » (« Anciennement les Warlocks »), en référence aux quelques mois de 1965 où le groupe s'était appelé « The Warlocks » avant d'adopter son nom définitif.

## Titres

### CD 1
1. Foolish Heart (Jerry Garcia, Robert Hunter) – 8:00
2. Walkin' Blues (Robert Johnson) – 7:41
3. Candyman (Garcia, Hunter) – 7:29
4. Me and My Uncle (John Philips) – 3:11
5. Big River (Johnny Cash) – 6:47
6. Stagger Lee (Garcia, Hunter) – 5:58
7. Queen Jane Approximately (Bob Dylan) – 6:53
8. Bird Song (Garcia, Hunter)  – 13:24
9. Promised Land (Chuck Berry) – 4:57

### CD 2
1. Help on the Way (Garcia, Hunter) – 4:44
2. Slipknot! (Garcia, Keith Godchaux, Mickey Hart, Bill Kreutzmann, Phil Lesh, Bob Weir) – 4:54
3. Franklin's Tower (Garcia, Kreutzmann, Hunter) – 8:26
4. Victim or the Crime (Weir, Gerrit Graham) – 8:30
5. Eyes of the World (Garcia, Hunter) – 9:08
6. Rhythm Devils (Hart, Kreutzmann) – 10:44

### CD 3
1. Space (Garcia, Lesh, Weir) – 8:44
2. I Need a Miracle (Weir, John Perry Barlow) – 5:01
3. The Wheel (Garcia, Hunter) – 4:13
4. Gimme Some Lovin' (Steve Winwood, Spencer Davis, Muff Winwood) – 4:31
5. Morning Dew (Bonnie Dobson, Tim Rose) – 13:24
6. We Bid You Goodnight (trad.) – 3:55

### CD 4
1. Feel Like a Stranger (Weir, Barlow) – 8:16
2. Built to Last (Garcia, Hunter) – 5:03
3. Little Red Rooster (Willie Dixon) – 9:09
4. Ramble On Rose (Garcia, Hunter) – 7:53
5. We Can Run (Brent Mydland, Barlow) – 6:31
6. Jack-a-Roe (trad.) – 4:37
7. Stuck Inside of Mobile with the Memphis Blues Again (Dylan) – 10:10
8. Row Jimmy (Garcia, Hunter) – 11:08
9. The Music Never Stopped (Weir, Barlow) – 8:15

### CD 5
1. Playing in the Band (Weir, Hart, Hunter) – 11:23
2. Uncle John's Band (Garcia, Hunter) – 11:58
3. Playing in the Band (Weir, Hart, Hunter) – 2:20
4. Dark Star (Garcia, Hart, Kreutzmann, Lesh, Ron McKernan, Weir, Hunter) – 19:22
5. Rhythm Devils (Hart, Kreutzmann) – 9:55

### CD 6
1. Space (Garcia, Lesh, Weir) – 7:26
2. Death Don't Have No Mercy (Reverend Gary Davis) – 8:47
3. Dear Mr. Fantasy (Jim Capaldi, Chris Wood, Steve Winwood) – 5:14
4. Hey Jude (John Lennon, Paul McCartney) – 3:12
5. Throwing Stones (Weir, Barlow) – 10:17
6. Good Lovin'  (Rudy Clark, Arthur Resnick) – 9:21
7. Attics of My Life (Garcia, Hunter) – 6:32

## Musiciens
- Jerry Garcia : guitare, chant
- Mickey Hart : batterie
- Bill Kreutzmann batterie
- Phil Lesh : guitare basse, chant
- Brent Mydland : claviers, chant
- Bob Weir : guitare, chant